# 大韓独立促成全国労働総同盟
大韓独立促成全国労働総同盟（だいかんどくりつそくせいぜんこくろうどうそうどうめい、韓国語：대한독립촉성전국노동총동맹／大韓獨立促成全國勞動總同盟）は、かつて韓国に存在した労働組合のナショナルセンター。略称は大韓労総。

## 歴史
南朝鮮労働党の影響下にあった朝鮮労働組合全国評議会（全評）による、共産主義指向や南北朝鮮による人民共和国樹立の提唱、信託統治への支持といった方向性に反発した右派が中心となって、1946年3月10日にソウル特別市で結成された。
同年9月に全評が主導したゼネラル・ストライキをきっかけに、ゼネスト阻止の為に流血を伴う実力行動まで起こすようになった。10月1日にストライキが沈静化し、10月7日の鉄道労組の運行再開に伴い、全評は弱体化し、大韓労総は韓国の主要都市を掌握するようになった。
全評は、1947年3月22日に暴力行為も厭わない破壊的な第2次ゼネストを強行した。これに対して、大韓労総は全面対決の姿勢で臨み、前回に引き続き流血の事態にまで発展したものの、全評の行動を阻止することに成功した。全評は、地下に潜伏するようになったものの、間もなく壊滅し、1948年8月15日の大韓民国政府樹立に伴い、非合法化された。それと時を同じくして、大韓労総は唯一のナショナルセンターとして認められると共に、反共組織としての性格を強めていった。
朝鮮戦争が終結し、李承晩政権が独裁的性格を強めると政府の御用組織と化し、政権与党である自由党の庇護のもと、労働者の民主化要求を組織暴力団や警察を投じて押えつけるまでになった。1960年に四月革命が起こると他の政府系組織と共に活動停止状態に陥った。
既に大韓労総に批判的な民主化勢力は1959年に全国労働組合協議会（全国労協）を結成していたが、全国労協も労働運動に対するビジョンを何も打ち出せずにいた。結局、全国労協と大韓労総は合体して韓国労働組合連盟（韓国労連）を結成した。